# Seznam prezidentů Jižní Koreje

Prezidentská standarta Jižní Koreje

Pečeť prezidenta Jižní Koreje

Seznam prezidentů Jižní Koreje ukazuje hlavy států Jižní Koreje od roku 1948, kdy byla vyhlášená.
Funkční období prezidenta je od roku 1988 stanoveno na pět let. V letech 1948–1972 bylo čtyřleté, v letech 1972–1981 šestileté a v letech 1981–1988 sedmileté. Od roku 1981 nemůže být prezident znovu zvolen. Prezidentem musí být jihokorejský občan ve věku nejméně 40 let, který žije v Jižní Koreji 5 let.

## Seznam
| Č.                          | Portrét          | Jméno (narození–úmrtí)                                         | Úřad              | Úřad              | Úřad                   | Politická strana                                                                                   | Zvolen                     |
| Č.                          | Portrét          | Jméno (narození–úmrtí)                                         | Nástup do úřadu   | Opuštění úřadu    | Délka působení v úřadu | Politická strana                                                                                   | Zvolen                     |
| --------------------------- | ---------------- | -------------------------------------------------------------- | ----------------- | ----------------- | ---------------------- | -------------------------------------------------------------------------------------------------- | -------------------------- |
|                             |                  |                                                                |                   |                   |                        | |                            |
| Prezidenti první republiky  |                  |                                                                |                   |                   |                        | |                            |
| 1                           |                  | I Sung-man 이승만 (1875–1965)                                  | 24. července 1948 | 26. dubna 1960    | 11 let a 277 dní       | Národní asociace (1948–1951) Liberální strana (1951–1960)                                          | 1948 1952 1956 březen 1960 |
| —                           |                  | Ho Čong 허정 (1896–1988)                                       | 27. dubna 1960    | 15. června 1960   | 50 dní                 | nestraník                                                                                          | —                          |
| Prezidenti druhé republiky  |                  |                                                                |                   |                   |                        | |                            |
| —                           |                  | Kwak Sang-hun 곽상훈 (1896–1980)                               | 16. června 1960   | 23. června 1960   | 7 dní                  | Demokratická strana                                                                                | —                          |
| —                           |                  | Ho Čong 허정 (1896–1988)                                       | 23. června 1960   | 7. srpna 1960     | 46 dní                 | nestraník                                                                                          | —                          |
| —                           |                  | Pek Nak-džun 백낙준 (1895–1985)                                | 8. srpna 1960     | 12. srpna 1960    | 4 dny                  | nestraník                                                                                          | —                          |
| 2                           |                  | Jun Po-son 윤보선 (1897–1990)                                  | 13. srpna 1960    | 24. března 1962   | 1 rok a 224 dní        | Demokratická strana Nová demokratická strana (???–1970)                                            | srpen 1960                 |
| —                           |                  | Generál Pak Čong-hui 박정희 (1917–1979) Předseda Nejvyšší rady | 24. března 1962   | 16. prosince 1963 | 1 rok a 268 dní        | ozbrojené síly                                                                                     | —                          |
| Prezidenti třetí republiky  |                  |                                                                |                   |                   |                        | |                            |
| 3                           |                  | Pak Čong-hui 박정희 (1917–1979)                                | 17. prosince 1963 | 26. prosince 1972 | 9 let a 10 dní         | Demokraticko-republikánská strana                                                                  | 1963 1967 1971             |
| Prezidenti čtvrté republiky |                  |                                                                |                   |                   |                        | |                            |
| (3)                         |                  | Pak Čong-hui 박정희 (1917–1979)                                | 27. prosince 1972 | 26. října 1979    | 6 let a 304 dní        | Demokraticko-republikánská strana                                                                  | 1972 1978                  |
| —                           |                  | Čchoi Kju-ha 최규하 (1919–2006)                                | 26. října 1979    | 6. prosince 1979  | 42 dní                 | nestraník                                                                                          | —                          |
| 4                           | 6. prosince 1979 | Čchoi Kju-ha 최규하 (1919–2006)                                | 16. srpna 1980    | 255 dní           | 1979                   | nestraník                                                                                          |                            |
| —                           |                  | Pak Čchung-hun 박충훈 (1919–2001)                              | 16. srpna 1980    | 31. srpna 1980    | 15 dní                 | Demokraticko-republikánská strana                                                                  | —                          |
| 5                           |                  | Čon Du-hwan 전두환 (1931–2021)                                 | 1. září 1980      | 24. února 1981    | 177 dní                | nestraník                                                                                          | 1980                       |
| Prezidenti páté republiky   |                  |                                                                |                   |                   |                        | |                            |
| (5)                         |                  | Čon Du-hwan 전두환 (1931–2021)                                 | 25. února 1981    | 24. února 1988    | 7 let a 0 dní          | Demokratická strana spravedlnosti                                                                  | 1981                       |
| Prezidenti šesté republiky  |                  |                                                                |                   |                   |                        | |                            |
| 6                           |                  | No Tche-u 노태우 (1932–2021)                                   | 25. února 1988    | 24. února 1993    | 5 let a 0 dní          | Demokratická strana spravedlnosti (1988–1990) Strana Nové Koreje (1990–1992) nestraník (1992–1993) | 1987                       |
| 7                           |                  | Kim Jong-sam 김영삼 (1927–2015)                                | 25. února 1993    | 24. února 1998    | 5 let a 0 dní          | Strana Nové Koreje (1993–1997) nestraník (1997–1998)                                               | 1992                       |
| 8                           |                  | Kim Te-džung 김대중 (1924–2009)                                | 25. února 1998    | 24. února 2003    | 5 let a 0 dní          | Národní kongres (1995–2000) Demokratická strana milénia (2000–2003)                                | 1997                       |
| 9                           |                  | No Mu-hjon 노무현 (1946–2009)                                  | 25. února 2003    | 24. února 2008    | 5 let a 0 dní          | Demokratická strana milénia (2003) Strana Uri (2003–2007) nestraník (2007–2008)                    | 2002                       |
| 10                          |                  | I Mjong-bak 이명박 (* 1941)                                    | 25. února 2008    | 24. února 2013    | 5 let a 0 dní          | Strana svobodné Koreje                                                                             | 2007                       |
| 11                          |                  | Pak Kun-hje 박근혜 (* 1952)                                    | 25. února 2013    | 10. března 2017   | 4 roky a 14 dní        | Strana svobodné Koreje                                                                             | 2012                       |
| —                           |                  | Hwang Kjo-an 황교안 (* 1957)                                   | 10. března 2017   | 9. května 2017    | 61 dní                 | nestraník                                                                                          | —                          |
| 12                          |                  | Mun Če-in 문재인 (* 1953)                                      | 10. května 2017   | 9. května 2022    | 5 let a 0 dní          | Demokratická strana Koreje                                                                         | 2017                       |
| 13                          |                  | Jun Sok-jol 윤석열 (* 1960)                                    | 10. května 2022   | 4. dubna 2025     | 2 roky a 329 dní       | Strana lidové moci                                                                                 | 2022                       |
| —                           |                  | Han Tok-su 한덕수 (* 1949)                                     | 14. prosince 2024 | 27. prosince 2024 | 14 dní                 | nestraník                                                                                          | —                          |
| —                           |                  | Čchoi Sang-mok 최상목 (* 1963)                                 | 27. prosince 2024 | 24. března 2025   | 87 dní                 | nestraník                                                                                          | —                          |
| —                           |                  | Han Tok-su 한덕수 (* 1949)                                     | 24. března 2025   | 1. května 2025    | 38 dní                 | nestraník                                                                                          | —                          |
| —                           |                  | I Ču-ho 이주호 (* 1961)                                        | 2. května 2025    | 3. června 2025    | 33 dní                 | nestraník                                                                                          | —                          |
| 14                          |                  | I Če-mjong 이재명 (* 1963)                                     | 4. června 2025    | úřadující         | 5 dní                  | Demokratická strana Koreje                                                                         | 2025                       |

## Dosud žijící prezidenti

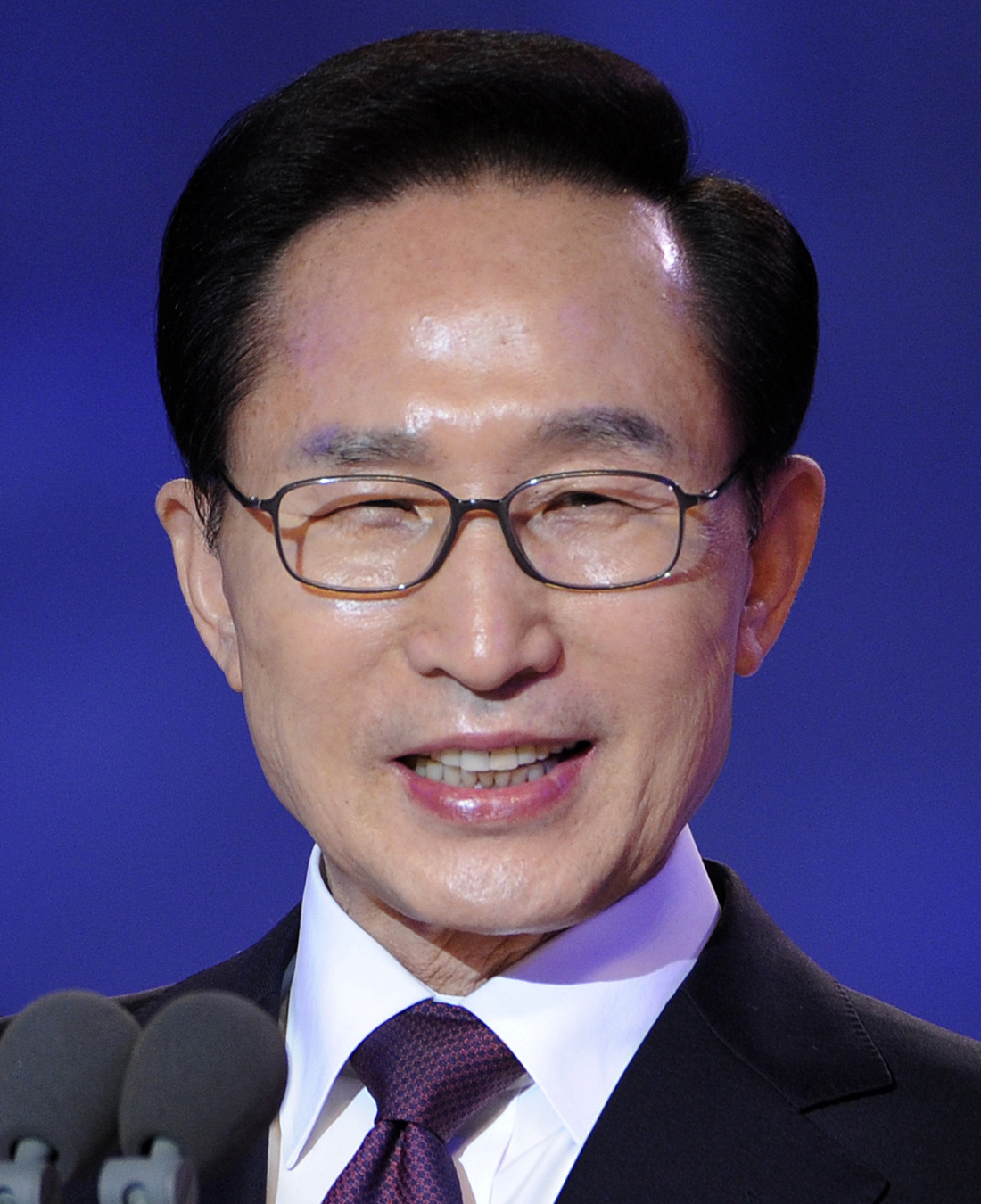
I Mjong-bak, v úřadu 2008–2013, narozen 19. prosince 1941
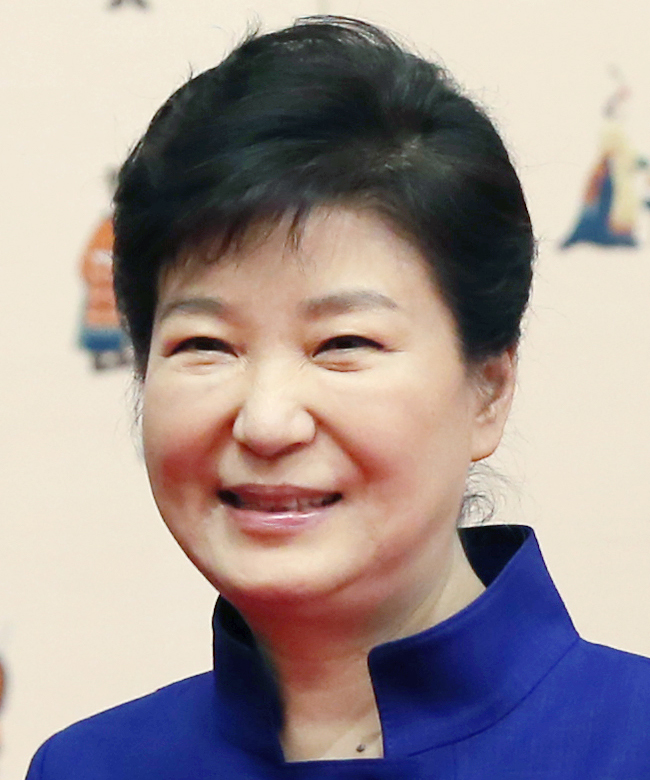
Pak Kun-hje, v úřadu 2013–2017, narozena 2. února 1952
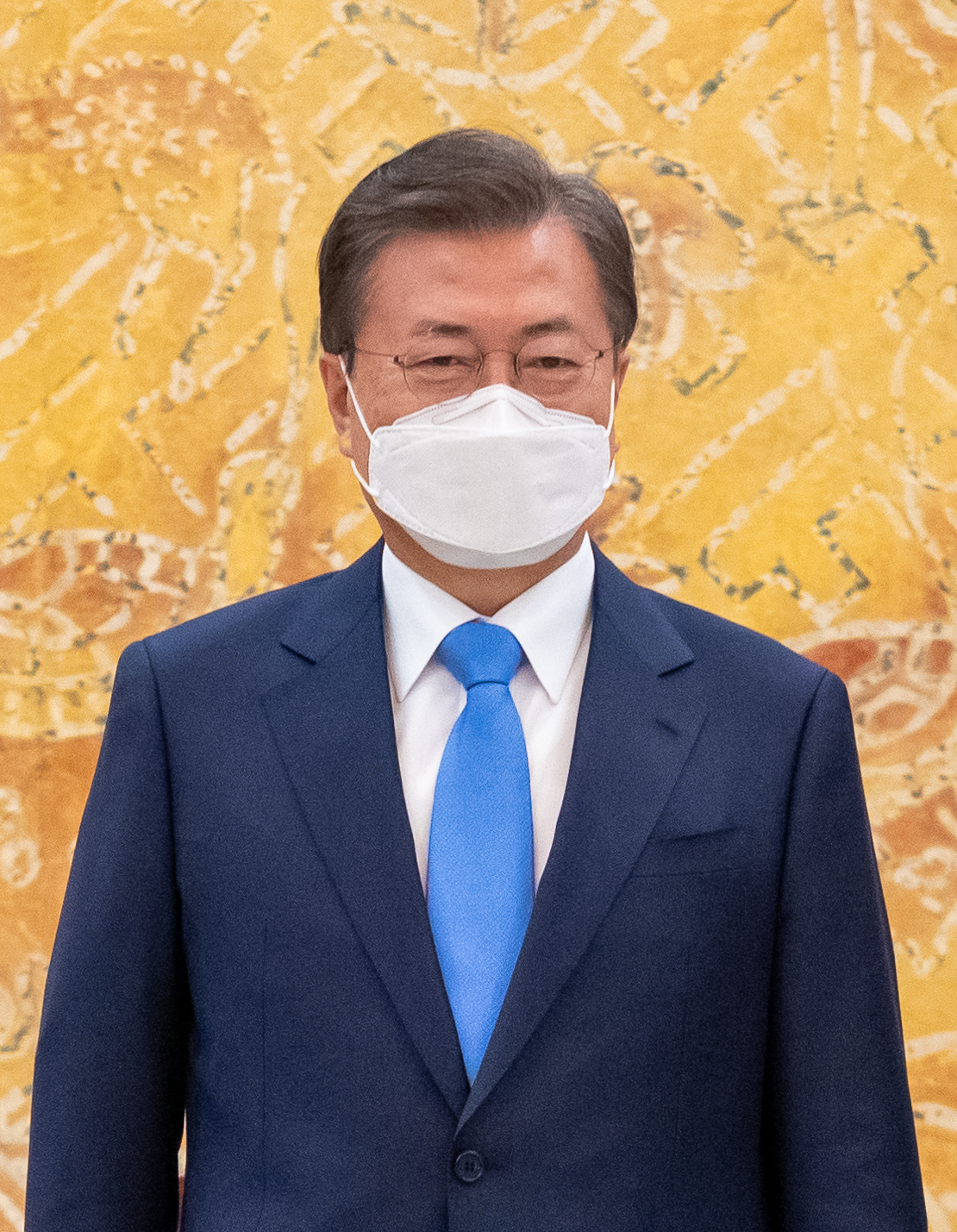
Mun Če-in, v úřadu 2017–2022, narozen 24. ledna 1953
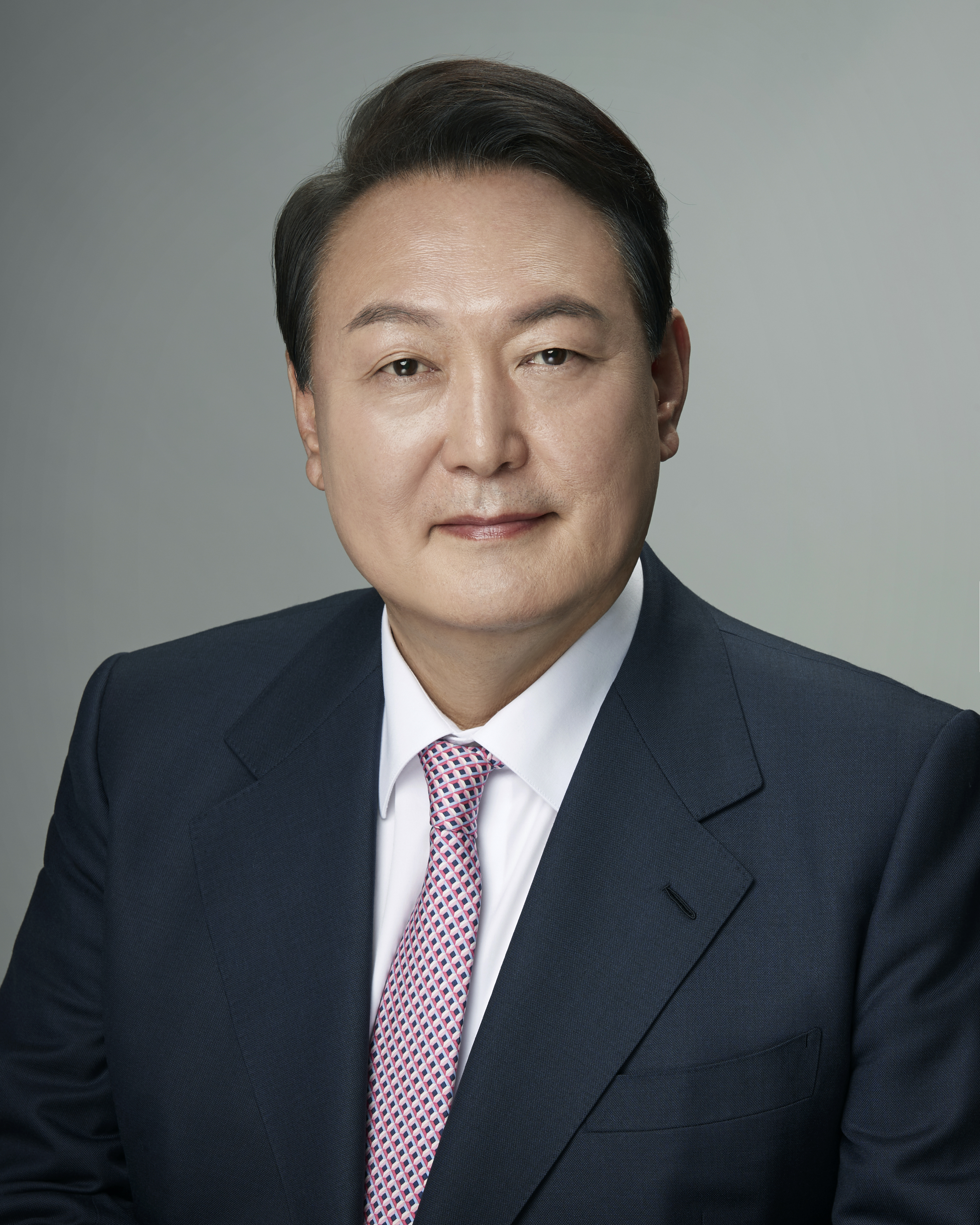
Jun Sok-jol, v úřadu 2022–2025, narozen 8. prosince 1960